# Sveti Florijan, Rogaška Slatina
Sveti Florijan este o localitate din comuna Rogaška Slatina, Slovenia, cu o populație de 359 de locuitori.